# ابراهیم توماس

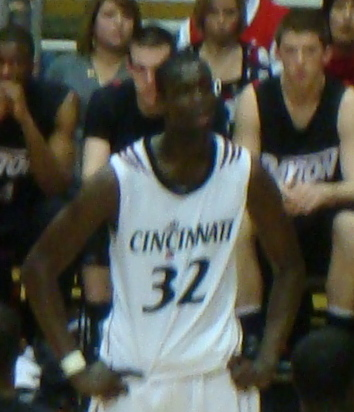
ابراهیم توماس - ۲۰۱۰

ابراهیم توماس (انگلیسی: Ibrahima Thomas؛ زادهٔ ۷ فوریهٔ ۱۹۸۷) بازیکن بسکتبال اهل سنگال است.